# Bagmara
Bagmara (en bengali : বাগমারা) est une upazila du Bangladesh dans le district de Rajshahi. En 1991, on y dénombrait 282 520 habitants.